# Biston achyra
Biston achyra là một loài bướm đêm trong họ Geometridae.